# Château-sur-Epte
Pour le château donnant son nom à la commune, voir Châteauneuf-sur-Epte.
Château-sur-Epte est une commune française située dans le département de l'Eure, en région Normandie.
Les habitants sont les Casteleptiens. La commune tire son nom du château à motte médiéval de Châteauneuf-sur-Epte.

## Géographie

### Localisation
La commune, située à l'extrême-est du département de l'Eure, est limitrophe du Val-d'Oise dont elle est séparée par l'Epte.
Elle est desservie par l'ex-RN 14 (actuelles RD 6014 pour la voie actuelle, actuelle 6014 pour le tracé historique de la route).

### Géologie et relief
La commune a son point culminant au niveau du bois de Cabut, en limite ouest, à une altitude de 133 m. NGF, le point le plus bas étant au bord de la vallée de l'Epte, en limite communale sud-est, à la cote 33 m. NGF, constituant deux ensembles nettement séparés : 
- une zone de coteaux agricoles débutant sur les bordures du plateau du Vexin, et descendant en pente relativement douce vers la vallée de l'Epte et comprenant trois anciens vallons ;
- la plaine alluviale de l'Epte, vaste étendue plane[1].

Le terrain est constitué d'alluvions d'une épaisseur variant de 1 à 5 m. constituées de sables et d'argiles près de l'Epte, puis de colluvions le long des principaux axes d'écoulement (vallons secs), des limons des plateaux (constituant des sols agricoles fertiles), des sables grossiers, et sur les hauteurs, de la craie à silex et des calcaires.

### Hameaux et écarts
Le chef-lieu de la commune est situé aux Bordeaux de Saint-Clair, où se trouve la mairie, en pied de coteau, et comprend un hameau dans la plaine alluviale.

### Communes limitrophes
| Authevernes                              | Guerny                                        |                                   |
| Vexin-sur-Epte (comm. dél. de Cahaignes) | Château-sur-Epte                              | Saint-Clair-sur-Epte (Val-d'Oise) |
|                                          | Vexin-sur-Epte (comm. dél. de Berthenonville) |                                   |

### Hydrographie
La commune est située dans le bassin Seine-Normandie. Elle est drainée par l'Epte, deux bras de l'Epte, le Ru de Réquiécourt et  et un autre petit cours d'eau,.
L'Epte, d'une longueur de 113 km, prend sa source dans la commune de Compainville et se jette  dans la Seine à Notre-Dame-de-la-Mer, après avoir traversé 44 communes.Les caractéristiques hydrologiques de l'Epte sont données par la station hydrologique située sur la commune de Vexin-sur-Epte. Le débit moyen mensuel est de 9,08 m3/s. Le débit moyen journalier maximum est de 48,7 m3/s, atteint lors de la crue du 24 mars 2001. Le débit instantané maximal est quant à lui de 50,7 m3/s, atteint le 23 mars 2001.

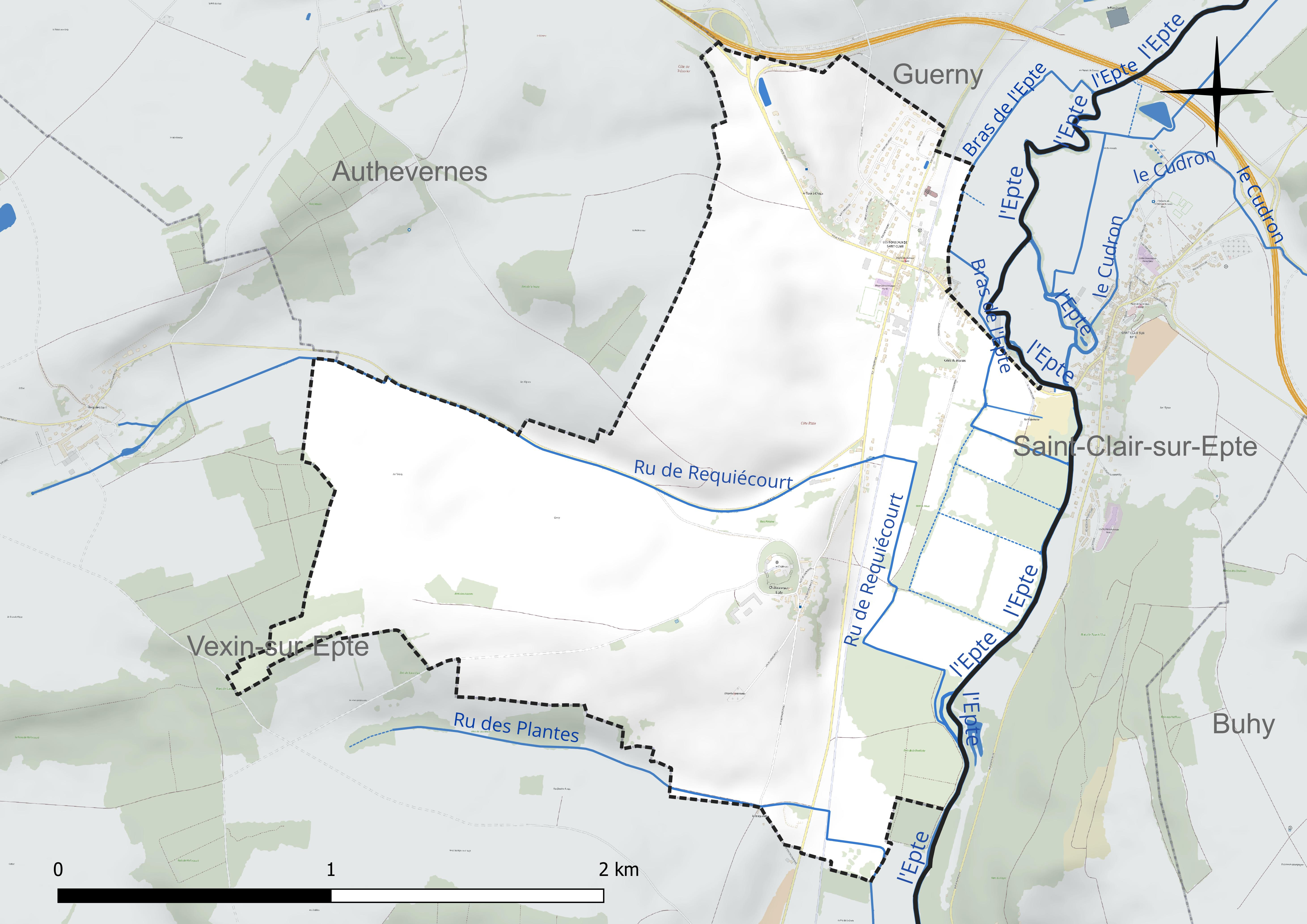
Réseau hydrographique de Château-sur-Epte.

### Climat
Pour des articles plus généraux, voir Climat de la Normandie et Climat de l'Eure.
En 2010, le climat de la commune est de type climat océanique dégradé des plaines du Centre et du Nord, selon une étude du CNRS s'appuyant sur une série de données couvrant la période 1971-2000. En 2020, Météo-France publie une typologie des climats de la France métropolitaine dans laquelle la commune est exposée à un climat océanique et est dans la région climatique  Sud-ouest du bassin Parisien, caractérisée par une faible pluviométrie, notamment au printemps (120 à 150 mm) et un hiver froid (3,5 °C). Parallèlement le GIEC normand, un groupe régional d’experts sur le climat, différencie quant à lui, dans une étude de 2020, trois grands types de climats pour la région Normandie, nuancés à une échelle plus fine par les facteurs géographiques locaux. La commune est, selon ce zonage, exposée à un « climat des plateaux abrités », correspondant aux plaines agricoles de l’Eure, avec une pluviométrie beaucoup plus faible que dans la plaine de Caen en raison du double effet d’abri provoqué par les collines du Bocage normand et par celles qui s’étendent sur un axe du Pays d'Auge au Perche.
Pour la période 1971-2000, la température annuelle moyenne est de 11 °C, avec  une amplitude thermique annuelle de 14,5 °C. Le cumul annuel moyen de précipitations est de 685 mm, avec 11,1 jours de précipitations en janvier et 7,4 jours en juillet. Pour la période 1991-2020, la température moyenne annuelle observée sur la station météorologique la plus proche, située sur la commune d'Étrépagny à 12 km à vol d'oiseau, est de 11,3 °C et le cumul annuel moyen de précipitations est de 774,0 mm,. Pour l'avenir, les paramètres climatiques de la commune estimés pour 2050 selon différents scénarios d’émission de gaz à effet de serre sont consultables sur un site dédié publié par Météo-France en novembre 2022.

## Urbanisme

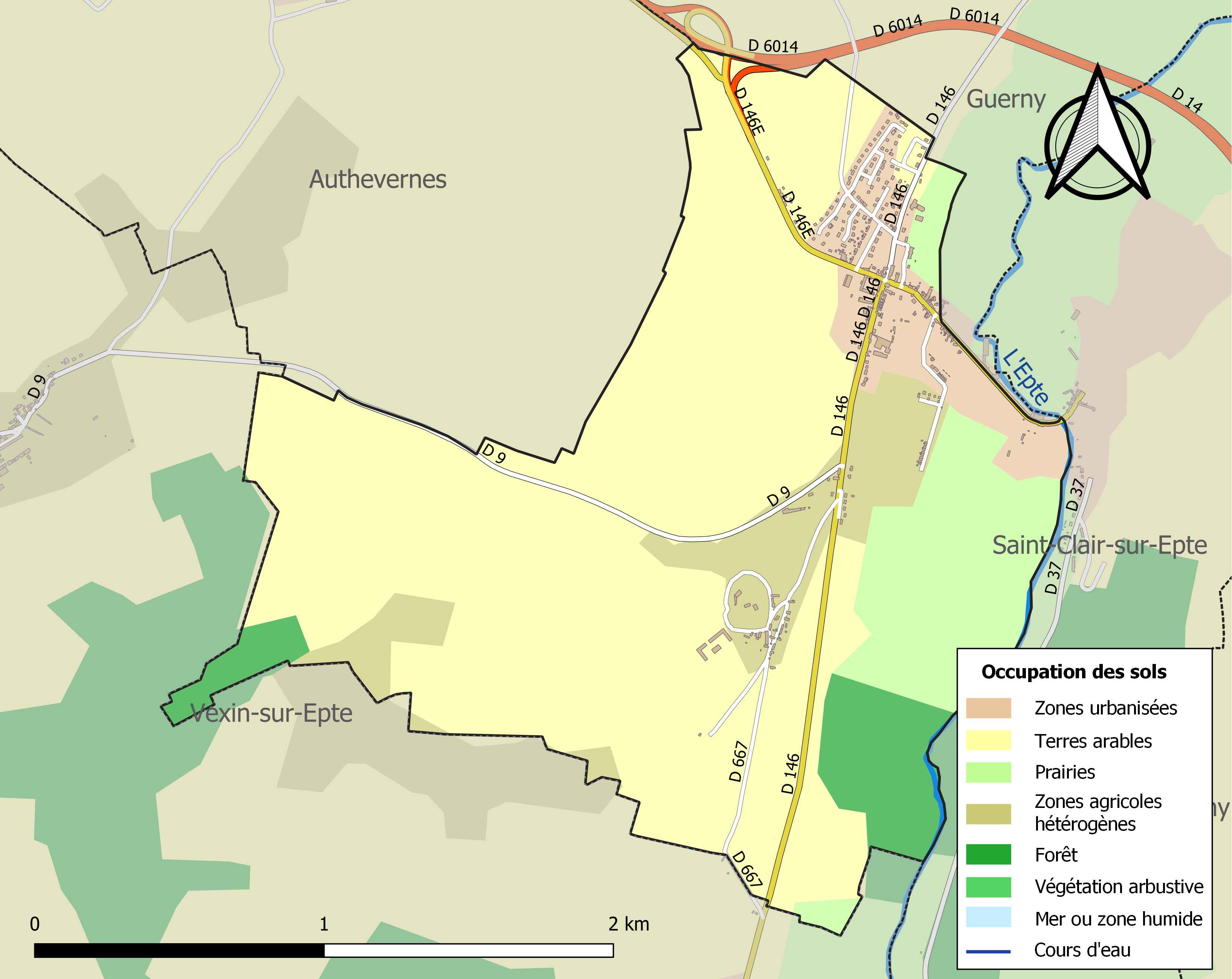
Carte des infrastructures et de l'occupation des sols de la commune en 2018 (CLC).

### Typologie
Au 1er janvier 2024, Château-sur-Epte est catégorisée bourg rural, selon la nouvelle grille communale de densité à 7 niveaux définie par l'Insee en 2022.
Elle est située hors unité urbaine. Par ailleurs la commune fait partie de l'aire d'attraction de Paris, dont elle est une commune de la couronne,.

### Occupation des sols
L'occupation des sols de la commune, telle qu'elle ressort de la base de données européenne d’occupation biophysique des sols Corine Land Cover (CLC), est marquée par l'importance des territoires agricoles (86,2 % en 2018), une proportion sensiblement équivalente à celle de 1990 (87 %). La répartition détaillée en 2018 est la suivante : 
terres arables (64,3 %), prairies (12,1 %), zones agricoles hétérogènes (9,7 %), zones urbanisées (7,8 %), forêts (6,1 %). L'évolution de l’occupation des sols de la commune et de ses infrastructures peut être observée sur les différentes représentations cartographiques du territoire : la carte de Cassini (XVIIIe siècle), la carte d'état-major (1820-1866) et les cartes ou photos aériennes de l'IGN pour la période actuelle (1950 à aujourd'hui).

## Toponymie
« Originellement Fuscelmont, attesté sous la forme Mons Fusceoli en 1118 (Suger, Vie de Louis le Gros), où, selon Orderic Vital, Guillaume le Roux édifia un « château neuf » pour contribuer à la défense de la frontière de l'Epte et qui prit rapidement le nom de Châteauneuf-sur-Epte, bien attesté du début du XIIe au début du XVe siècles ».
Le château auquel la commune doit son nom est mentionné sous les formes Novum Castrum prope Eptam en 1119 (Orderic Vital), Castrum novum Beati Dyonisii en 1196 (Doublet, Antiq. de Saint-Denis), ad dictum Castellum en 1197, Chastel Neuf sur Ecte en 1412 (archives nationales, dénombrement de la châtellerie de Gisors), Neuf Castel sur Ete au XVe siècle, Neufcastel sus Ete et le Chastel en 1431, Chateau-Neuf-Saint-Denis et Chateau-Neuf-en-Vexin en 1828 (L. Dubois), Chateau-Neuf-sur-Epte en 1867 (Lecoy de la Marche, Table des Œuvres complètes de Suger).
L'Epte est une rivière française, affluent en rive droite de la Seine. Longue de 113 kilomètres, elle naît dans la Seine-Maritime, dans le pays de Bray, près de Forges-les-Eaux, et rejoint la Seine près de Giverny, dans l’Eure.

## Histoire

### Forteresse deChâteauneuf-sur-Epte
La commune doit son nom à son château, une forteresse ducale du XIe siècle aujourd'hui connue sous le nom de « Châteauneuf-sur-Epte ». Cette dernière, ruinée, est en cours de restauration par les bénévoles de l’association Héritage historique, qui l'ont acquise en décembre 2015 et espèrent à terme accueillir ses premiers visiteurs, après un chantier évalué à au moins 5 millions d'euros répartis sur quinze à vingt ans.
Le monument fait partie des projets retenus du loto du patrimoine 2020. Ainsi, en 2021, la Mission Patrimoine (déployée par la Fondation du patrimoine) octroie une aide d'un montant de 244 000 euros à l'association. Cette aide, qui concerne la restauration de la tour-porte ouest, de la courtine, de la muraille sud ainsi que du logis, est estimée à 30,88 % du coût total des travaux. 

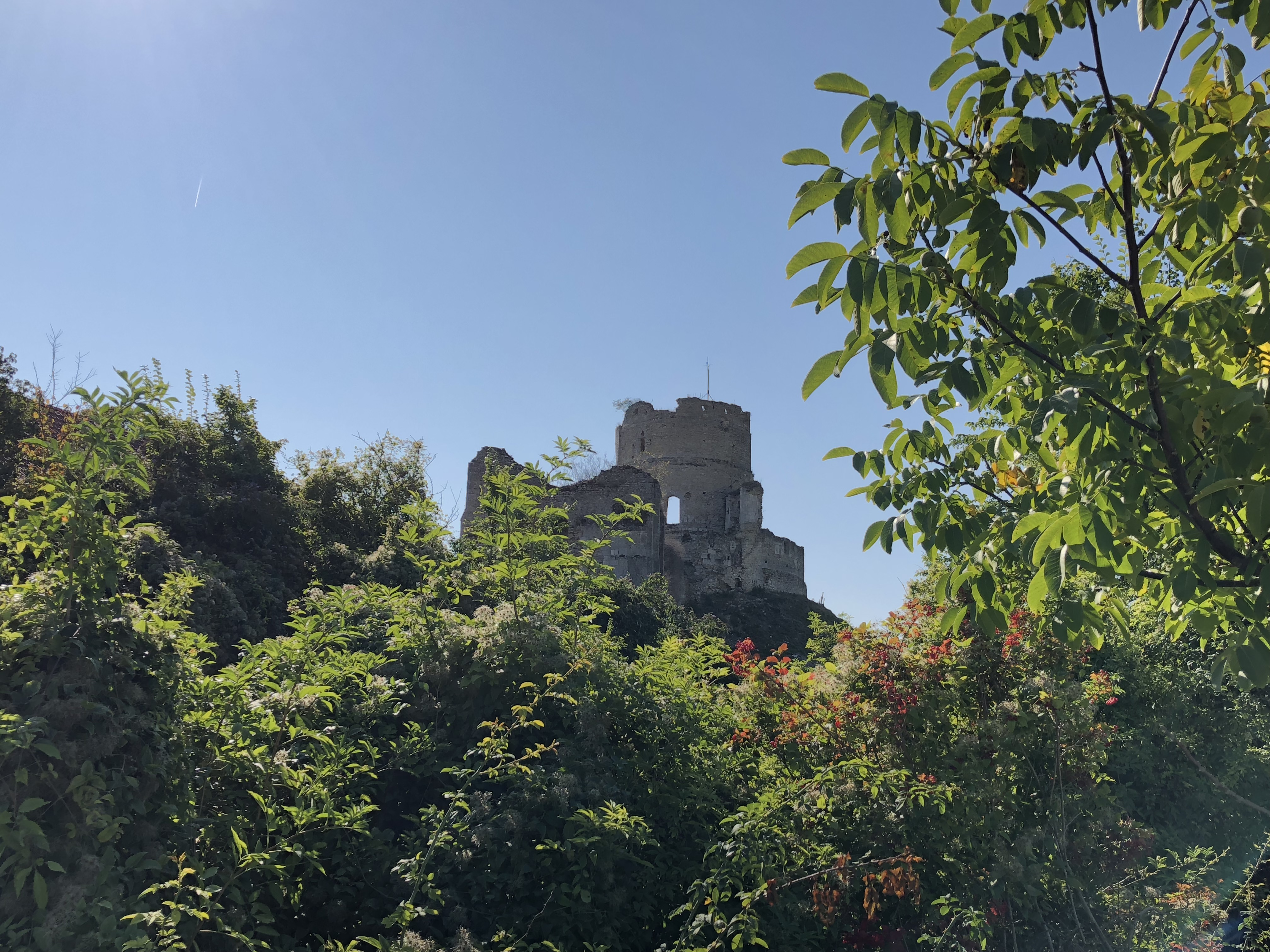
Le donjon du Châteauneuf-sur-Epte.
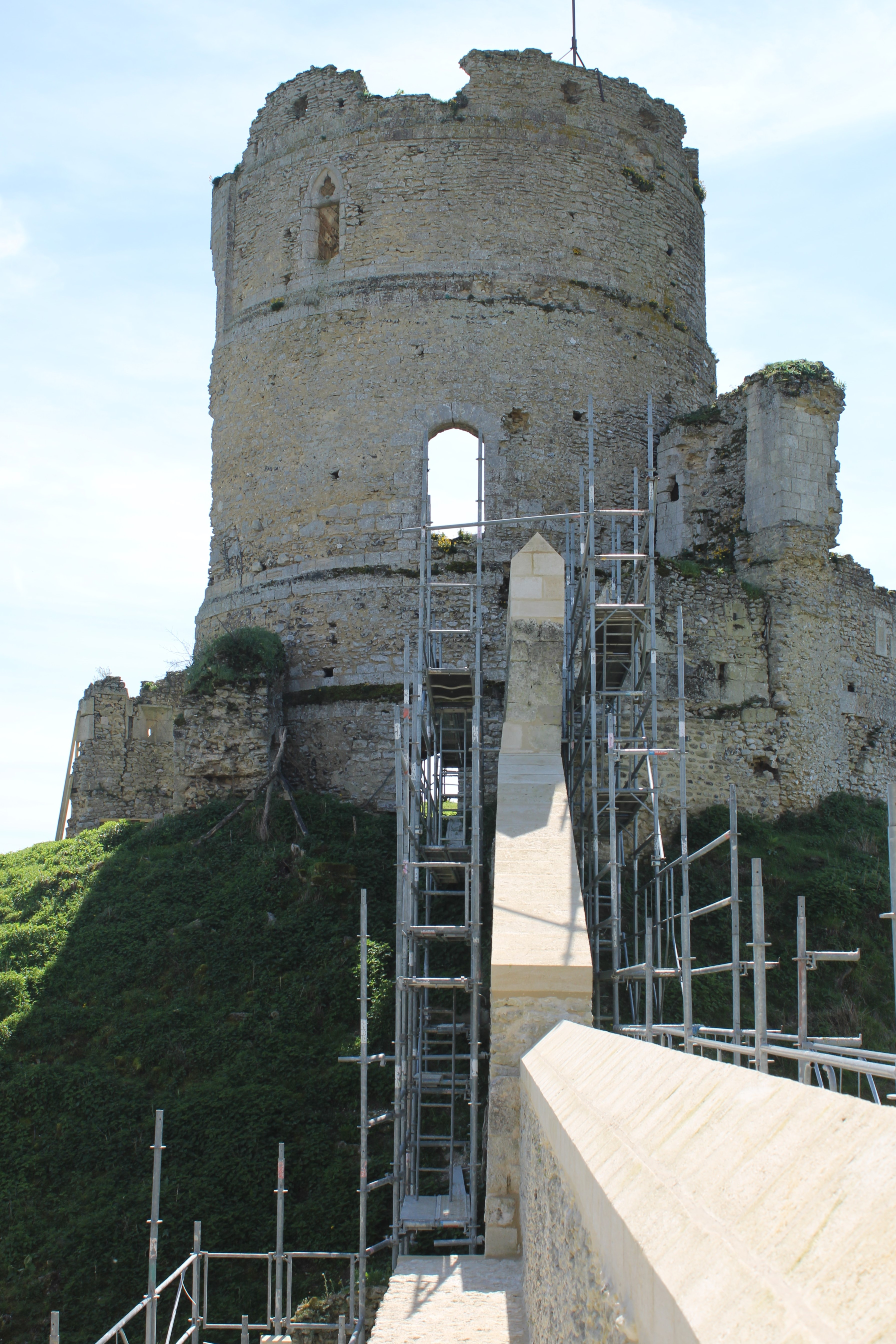
Le donjon du Châteauneuf-sur-Epte vu depuis la muraille.
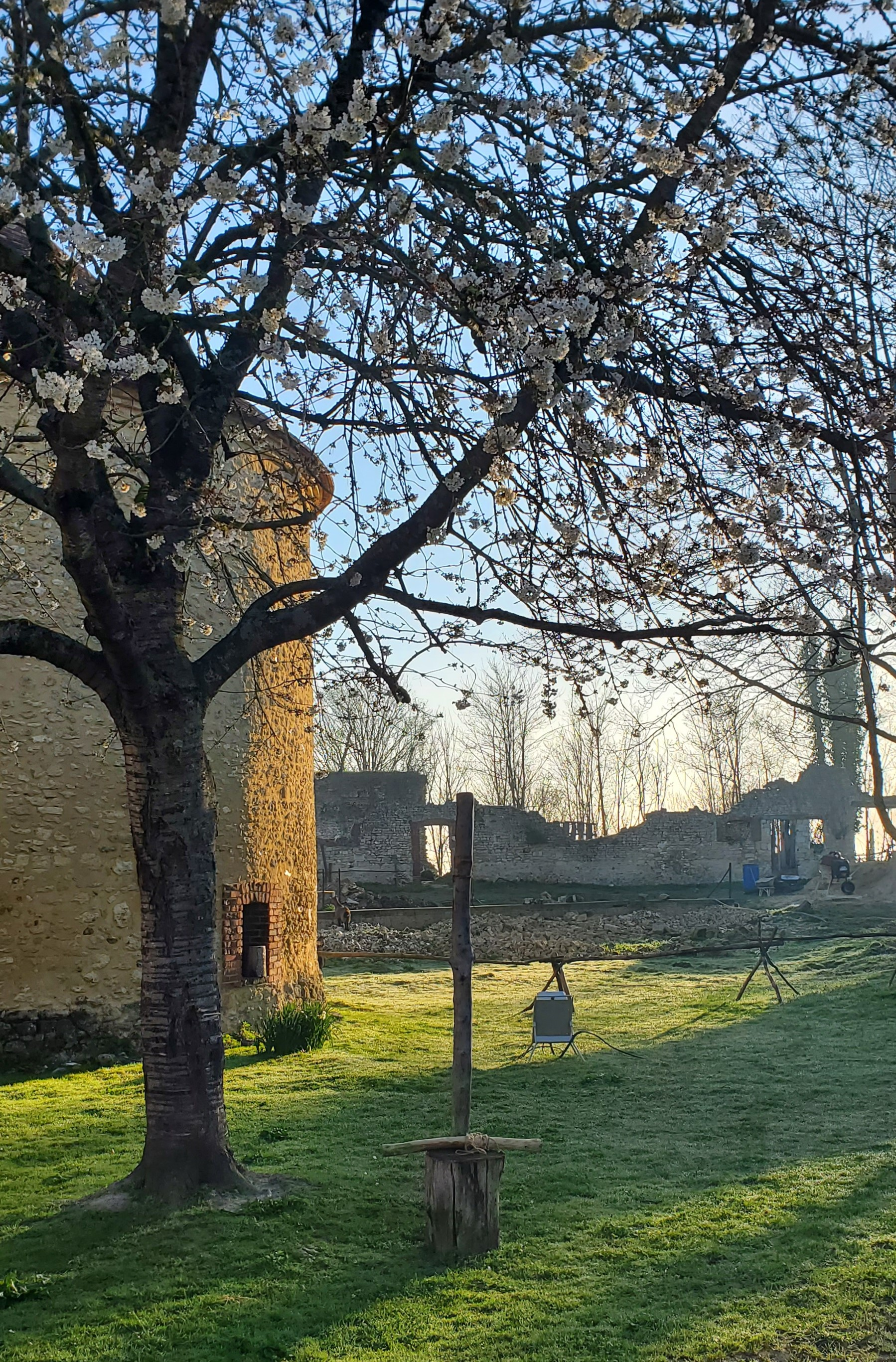
Cour du Châteauneuf-sur-Epte. Vue sur le pigeonnier et les communs.
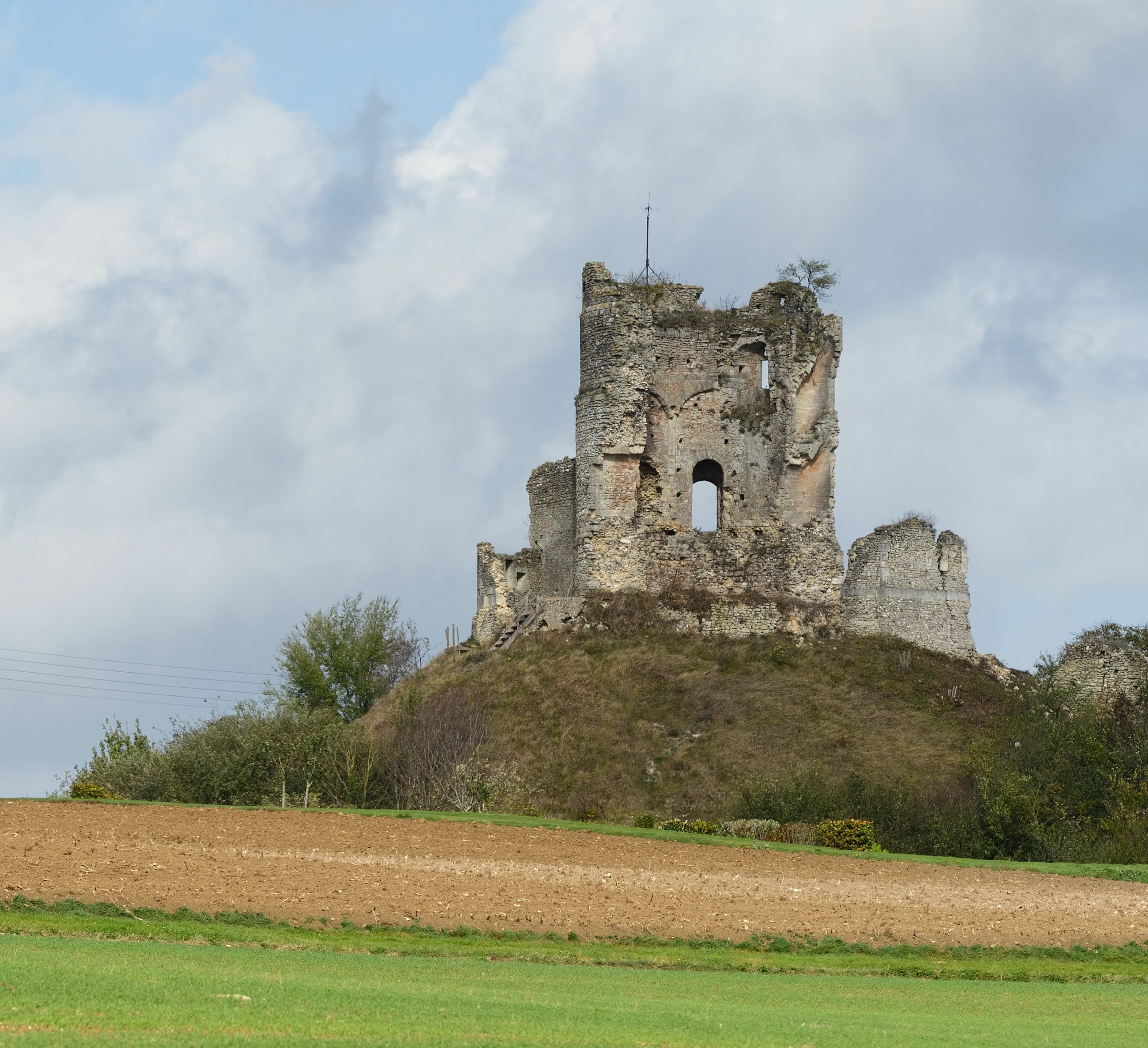
Le donjon du Châteauneuf-sur-Epte vu depuis le village de Château-sur-Epte.
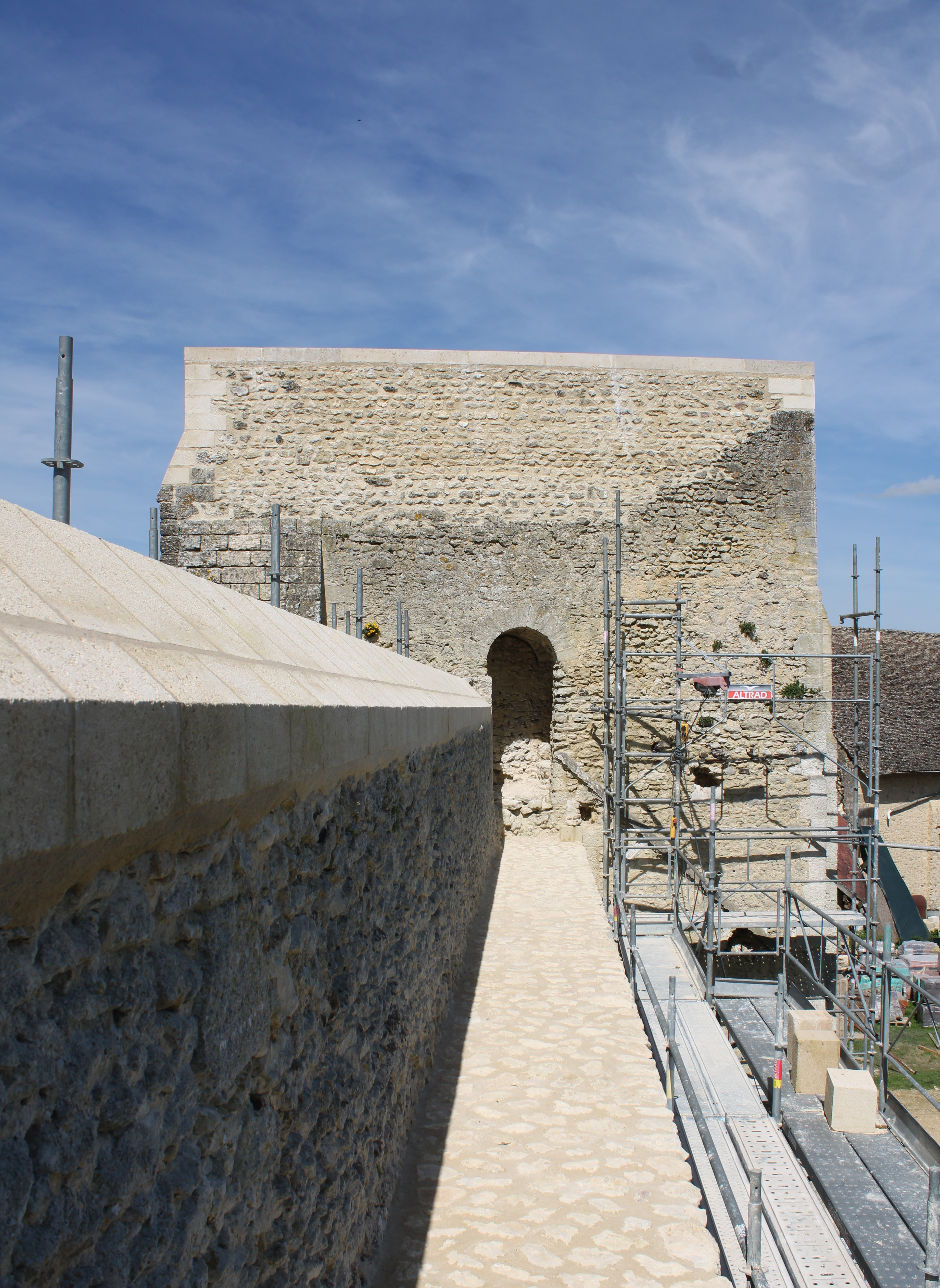
Muraille et tour-porte ouest du Châteauneuf-sur-Epte après restauration.

À terme, l'association Héritage Historique espère pouvoir faire de Châteauneuf-sur-Epte un centre d'interprétation, c'est-à-dire un musée ne dépendant pas d'une collection constituée et qui vise à mettre en valeur et faciliter la compréhension, auprès d'un large public, d'un patrimoine singulier et impossible à réunir dans un musée classique,. Ainsi, l'association œuvre à la fondation d'un Centre d’interprétation de la Normandie médiévale. C'est dans ce contexte que l'association bénéficie du « soutien crucial » de la Mission Patrimoine, permettant de mettre en valeur le potentiel touristique du château et de ses environs, dont le village de Château-sur-Epte,. La région Normandie reconnaît également ce projet comme s'inscrivant dans le « dispositif régional de préservation et de restauration des monuments historiques (en particulier l’ouverture au public) » et le « dispositif d’investissement dans les lieux touristiques médiévaux », et le château bénéficie de subventions aidant à la restauration et l'ouverture de ce monument médiéval au public.

### XVIIesiècle

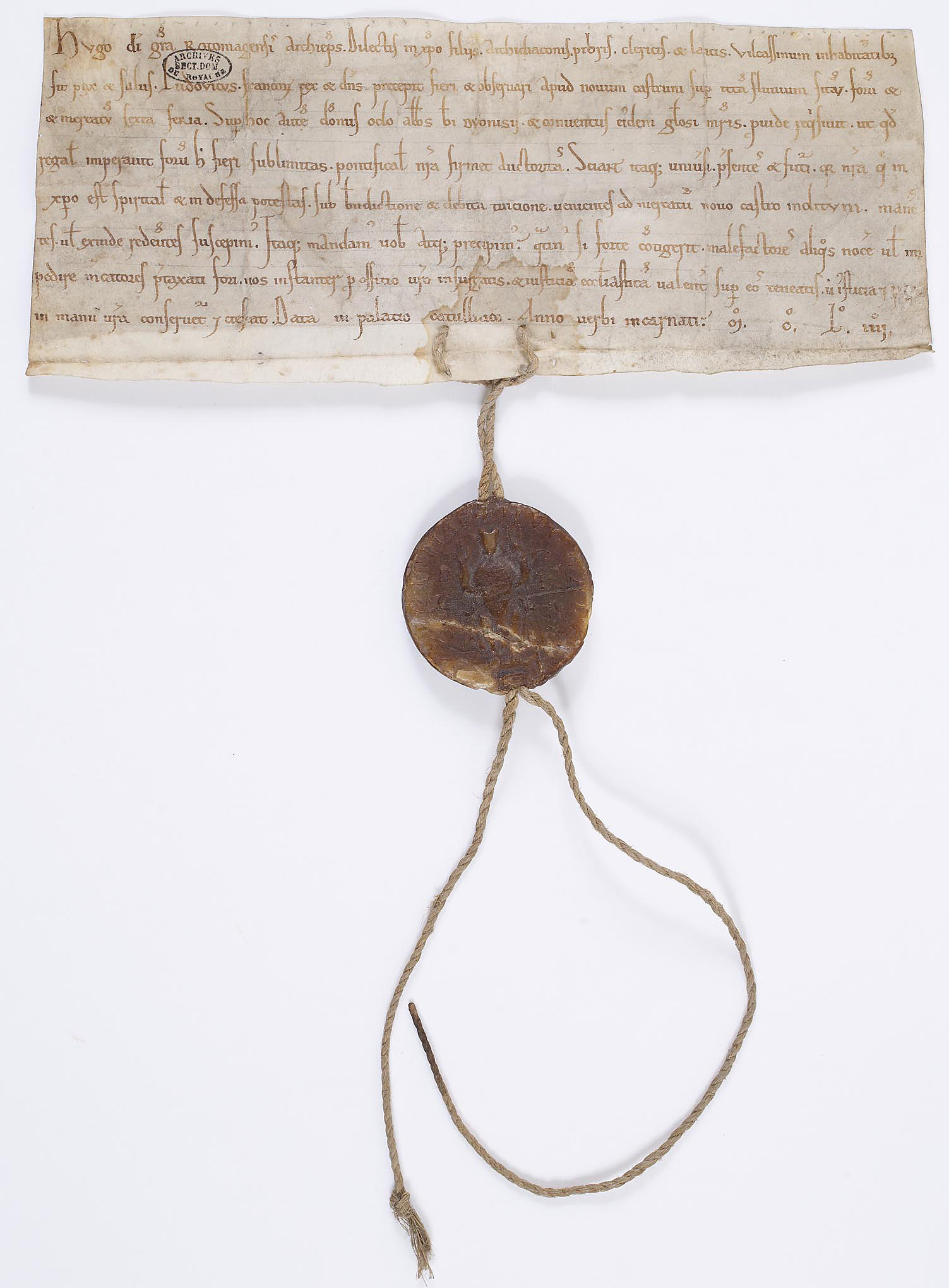
Charte de protection du marché de Château-sur-Epte. 1154.

Sous le règne de Louis XIV, les archives du diocèse de Rouen procurent de précieuses informations sur la vie du village en 1687. On apprend ainsi que l'école est tenue par un clerc attendant de recevoir les ordres majeurs, et que ce dernier s'occupe aussi des cours de catéchisme. Selon ces mêmes archives, les paroissiens ne sont pas particulièrement assidus à la messe : il faut « lutter » pour qu'ils y assistent, et « des chasseurs manquent parfois la Messe ». Malgré cela, le curé du village affirme que « presque tous [les villageois] se confessent et communient au cours de l'année ».

### Période moderne
En 1903, l'industriel Clément Hervé (1844-1928), alors maire de la commune, achète à M. Foullon l'usine de papier locale, qui avait été fondée autour de 1850 par Auguste Coquerel. Il renomme l'usine « Papeteries Hervé », avant qu'elle prenne le nom « Les Papeteries de l'Epte ». Le site de l'usine se trouve à la sortie du hameau des Bordeaux de Saint-Clair, face à l'Epte et à Saint Clair sur Epte. L'usine a employé jusqu'à 450 personnes. Il s'agissait principalement des habitants de Château-sur-Epte et de Saint-Clair-sur-Epte, et les communes ont bénéficié de cette zone industrielle attractive.

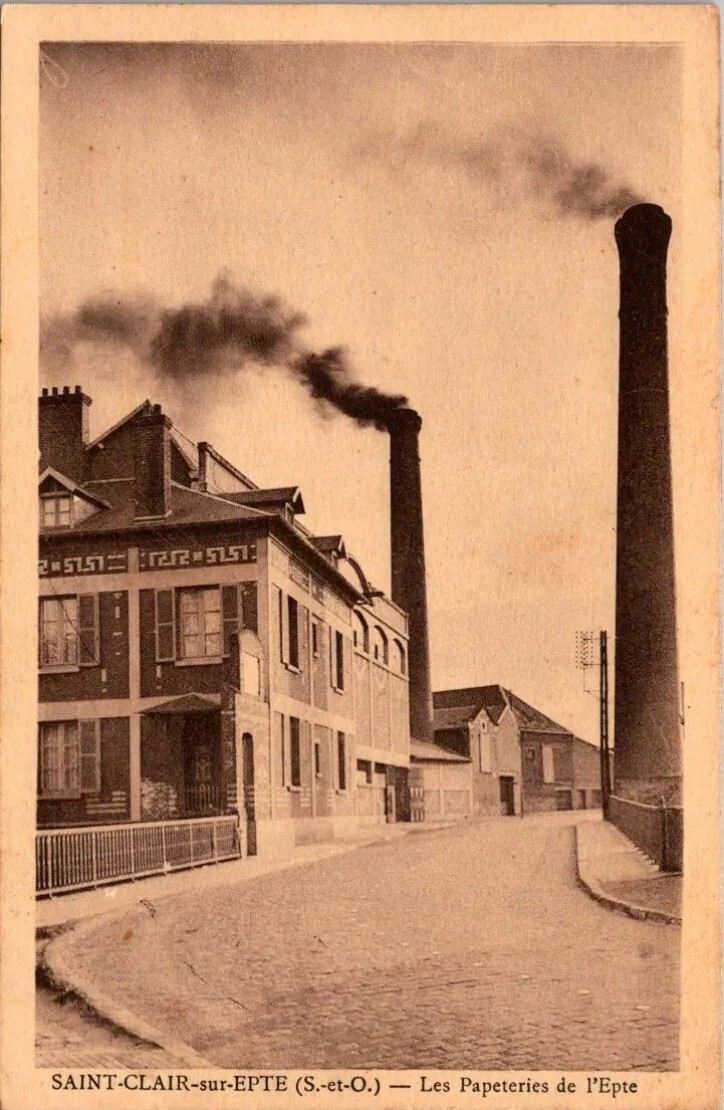
Carte postale des Papeteries de l'Epte.

Comme de nombreuses usines à l'époque, le site est doté d'une sorte cité ouvrière puisque les ouvriers sont logés par leur employeur, dans des maisons réparties entre Château-sur-Epte et Saint-Clair-sur-Epte. Jacqueline Herreman, dactylographe puis employée au service des expéditions de l'usine, raconte :
« Chaque ouvrier qui travaillait à l'usine était logé gratuitement par le patron. Une fois à la retraite, on nous logeait dans des maisons plus petites. On ne payait ni eau ni électricité et nous bénéficions tous d'une bande de terre pour jardiner. [...] Ensuite, [mon mari et moi] avons construit notre maison. Un jour, Jean-Claude Hervé est venu nous voir [...] et mon mari a eu une prime chaque mois pour compenser le fait qu'il ne coûtait plus rien à l'usine. C'était ça Jean-Claude Hervé ! »
L'usine ferme ses portes en 1977, après le suicide de Jean-Claude Hervé en décembre de l'année précédente.
Le village a été desservi par la  gare de Château - Saint-Clair-sur-Epte sur la ligne de Gisors-Boisgeloup à Pacy-sur-Eure  de 1869 à 1940.

## Politique et administration

### Rattachements administratifs et électoraux
La commune se trouve dans l'arrondissement des Andelys du département de l'Eure. Pour l'élection des députés, elle fait partie depuis 2012 de la cinquième circonscription de l'Eure.
Elle faisait partie depuis 1793 du canton d'Écos. Dans le cadre du redécoupage cantonal de 2014 en France, la commune est désormais rattachée au canton des Andelys.

### Intercommunalité
La commune faisait partie de la petite communauté de communes Epte-Vexin-Seine, créée fin 1997 et qui regroupait environ 9 800 habitants.
La loi portant nouvelle organisation territoriale de la République (Loi NOTRe) du 7 août 2015, prévoyant que les établissements publics de coopération intercommunale (EPCI) à fiscalité propre doivent avoir un minimum de 15 000 habitants, cette intercommunalité fusionne avec la Communauté d'agglomération des Portes de l'Eure (CAPE) et la Communauté de communes des Andelys et de ses environs (CCAE) pour former, le 1er janvier 2017, la communauté d'agglomération Seine Normandie Agglomération (SNA), composée de 66 communes et regroupant près de 85 000 habitants, et dont Château-sur-Epte fait partie en 2017.
Cette situation ne satisfaisant pas la commune, celle-ci obtient son intégration, le 1er janvier 2018, la communauté de communes du Vexin Normand dont elle est désormais membre.

### Liste des maires
| Période                                  | Période                       | Identité            | Étiquette | Qualité |
| ---------------------------------------- | ----------------------------- | ------------------- | --------- | --- |
| Les données manquantes sont à compléter. |                               |                     |           | |
| 1884                                     | 1928                          | Clément Hervé,      | RG        | Contremaître puis propriétaire de la papeterie de Château-sur-Epte, conseiller d'arrondissement (1889 - 1893), conseiller général d'Écos (1893 - 1928) et chevalier de la Légion d'honneur. |
| 1929                                     | 1932                          | Bernard Hervé       |           | Fils de Clément Hervé. |
| 1932                                     | 1935                          | Lucien Zéphyr Binet |           | Ouvrier cartonnier et syndicaliste CFTC. Au moins en 1938 et 1939, secrétaire du syndicat professionnel des travailleurs du Livre-Papier de la vallée de l’Epte.                            |
| Les données manquantes sont à compléter. |                               |                     |           | |
| 1944                                     | 1959                          | Raoul Gallois       | FN        | Mécanicien. Président du Front National, un mouvement de la Résistance intérieure française créé par le Parti communiste français en 1941.                                                  |
| 1959                                     | 1971                          | André Resperger     |           | Papetier. |
| 1971                                     | 1977                          | Besnard André       |           | |
| 1977                                     | 1983                          | Alfred Fumat        |           | |
| 1983                                     | 1995                          | Joseph Loobuyck     |           | |
| 1995                                     | 2008                          | Vincent Andreu      |           | |
| 2008                                     | En cours (au 8 novembre 2017) | Nathalie Caillaud   | SE        | Réélue pour le mandat 2014-2020 |

## Population et société

### Démographie
L'évolution du nombre d'habitants est connue à travers les recensements de la population effectués dans la commune depuis 1793. Pour les communes de moins de 10 000 habitants, une enquête de recensement portant sur toute la population est réalisée tous les cinq ans, les populations de référence des années intermédiaires étant quant à elles estimées par interpolation ou extrapolation. Pour la commune, le premier recensement exhaustif entrant dans le cadre du nouveau dispositif a été réalisé en 2007.

En 2022, la commune comptait 626 habitants, en évolution de +7,19 % par rapport à 2016 (Eure : −0,25 %, France hors Mayotte : +2,11 %).
| 1793 | 1800 | 1806 | 1821 | 1831 | 1836 | 1841 | 1846 | 1851 |
| ---- | ---- | ---- | ---- | ---- | ---- | ---- | ---- | ---- |
| 136  | 154  | 153  | 137  | 152  | 148  | 145  | 151  | 158  |

| 1856 | 1861 | 1866 | 1872 | 1876 | 1881 | 1886 | 1891 | 1896 |
| ---- | ---- | ---- | ---- | ---- | ---- | ---- | ---- | ---- |
| 151  | 150  | 192  | 166  | 174  | 144  | 131  | 145  | 177  |

| 1901 | 1906 | 1911 | 1921 | 1926 | 1931 | 1936 | 1946 | 1954 |
| ---- | ---- | ---- | ---- | ---- | ---- | ---- | ---- | ---- |
| 226  | 268  | 309  | 286  | 344  | 380  | 367  | 358  | 403  |

| 1962 | 1968 | 1975 | 1982 | 1990 | 1999 | 2006 | 2007 | 2012 |
| ---- | ---- | ---- | ---- | ---- | ---- | ---- | ---- | ---- |
| 439  | 404  | 410  | 357  | 632  | 661  | 590  | 580  | 599  |

| 2017 | 2022 | - | - | - | - | - | - | - |
| ---- | ---- | - | - | - | - | - | - | - |
| 569  | 626  | - | - | - | - | - | - | - |

### Santé
La construction d'une maison de santé, étudiée dès 2009 et inscrite au contrat de Pays du Vexin Normand 2011-2013, regroupant dix professionnels (deux médecins généralistes, trois infirmiers, un kinésithérapeute, un dentiste, un orthophoniste, un psychologue, un podologue) sur une surface totale de 357 m², a débuté en février 2014 en vue d'une ouverture escomptée en janvier 2015.
Le coût total de l’opération s’élève à près d’1,2 million d’euros, dont 180 000 € financés par le département, 130 000 € payés par la région, 467 800 € assumés par l’État. Le solde provient de la commune de Château-sur-Epte et des professionnels de santé (sous la forme d’un loyer).

## Culture locale et patrimoine

### Lieux et monuments
- Ruines du château féodal[48] : construit par Guillaume le Roux en 1097, détruit au XVIIe siècle, architecture typique de la motte castrale et basse-cour du XIe siècle,  Classé MH (1998). Sur demande d'Eudes, abbé de Saint-Denis, Hugues, archevêque de Rouen, accorde, en 1154, la protection de l'Église à ceux qui fréquenteront le marché établi par le roi à Château-sur-Epte. La justice ecclésiastique frappera les malfaiteurs qui nuiront à ce marché[49].
- Chapelle Saint-Martin[50], au cimetière.

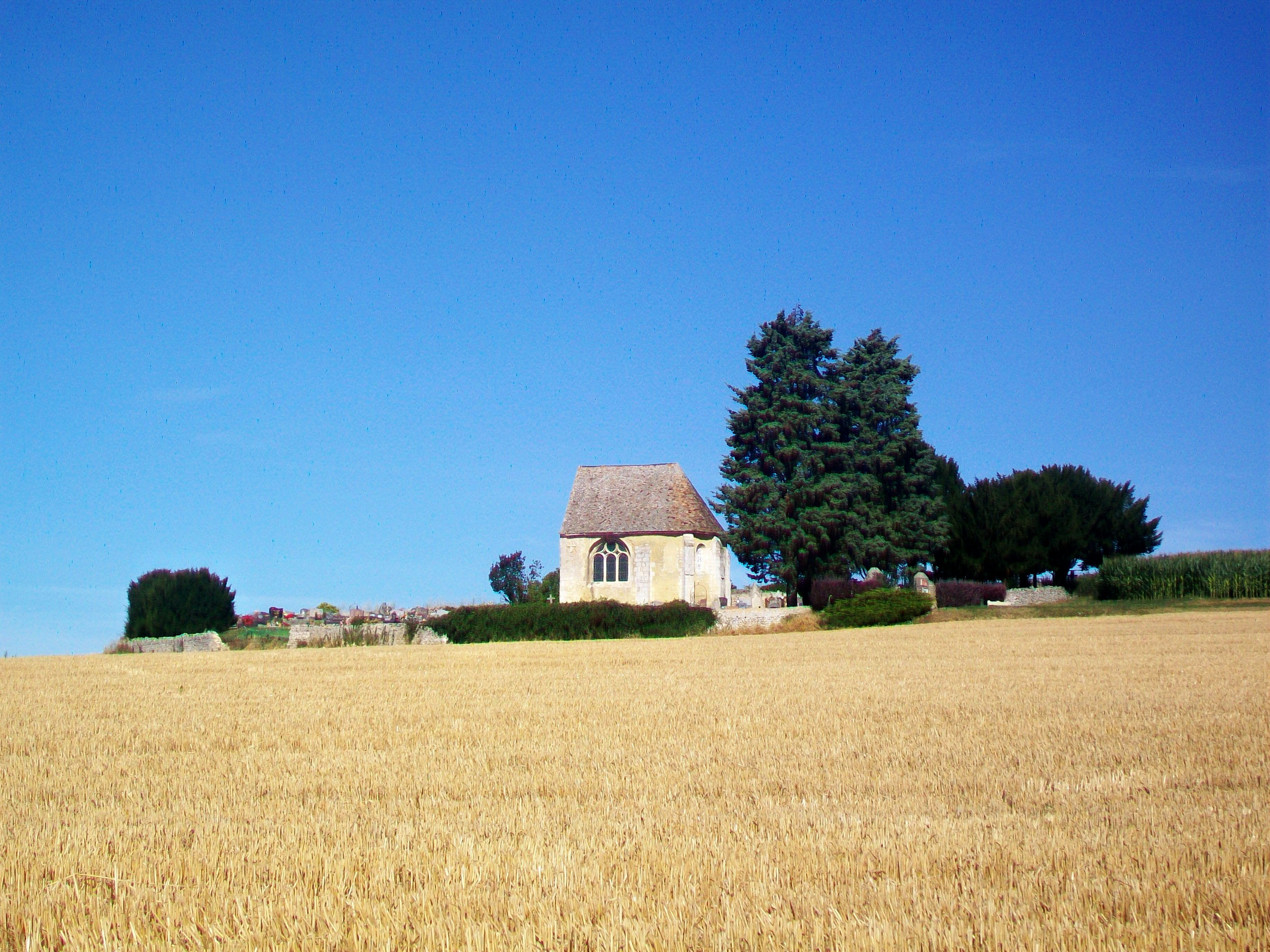
Chapelle Saint-Martin.
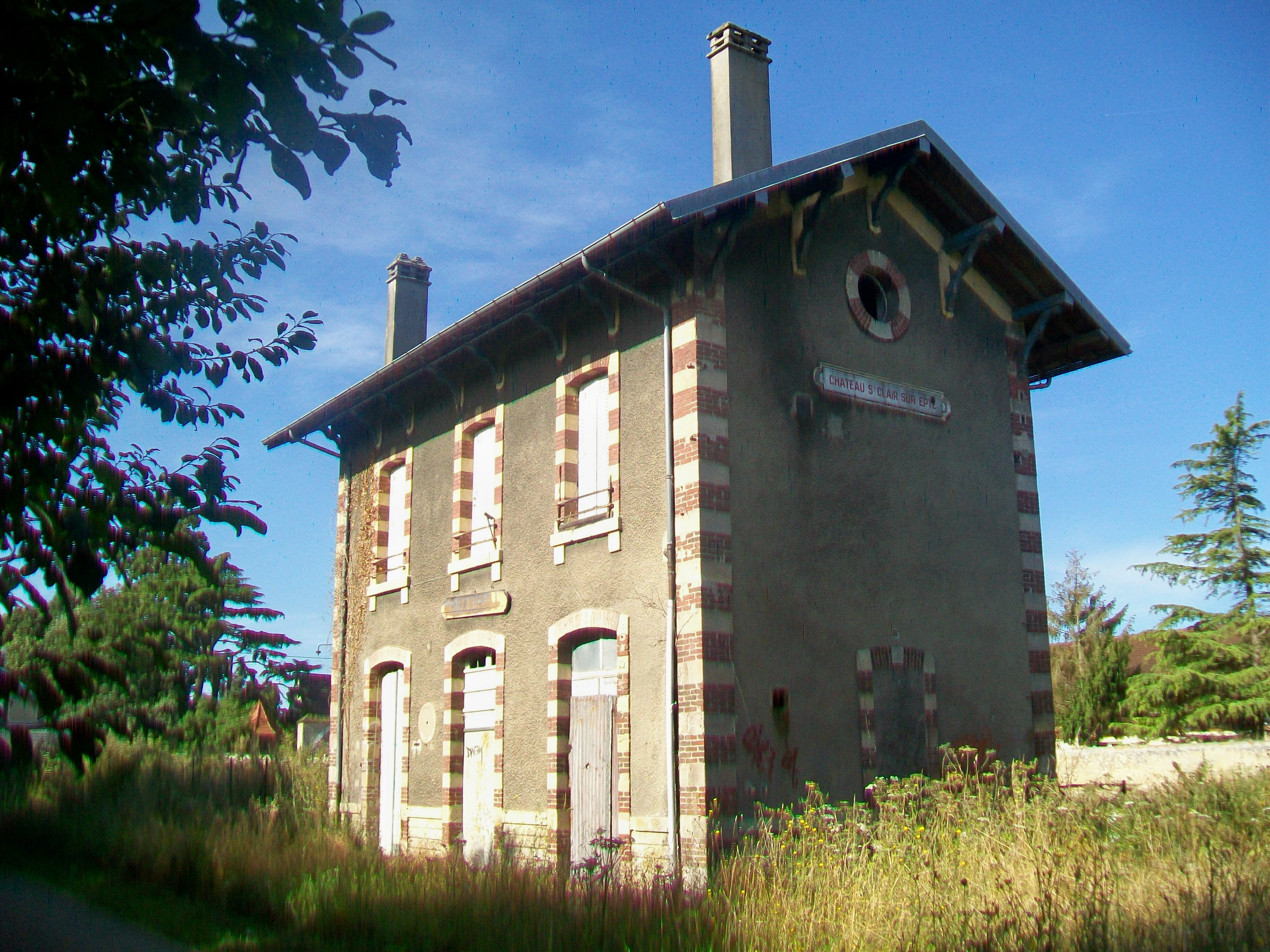
Ancienne gare.
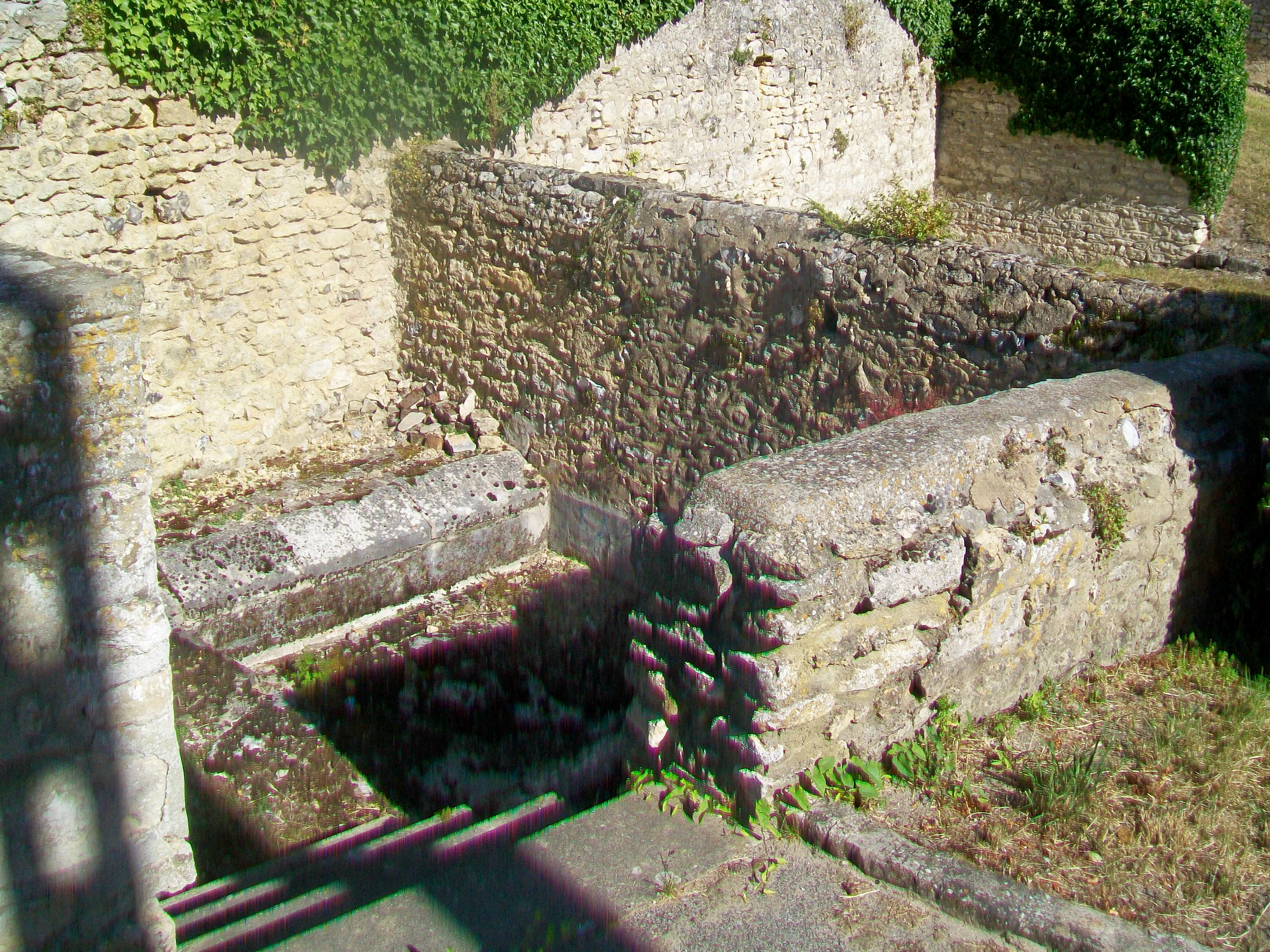
Lavoir.
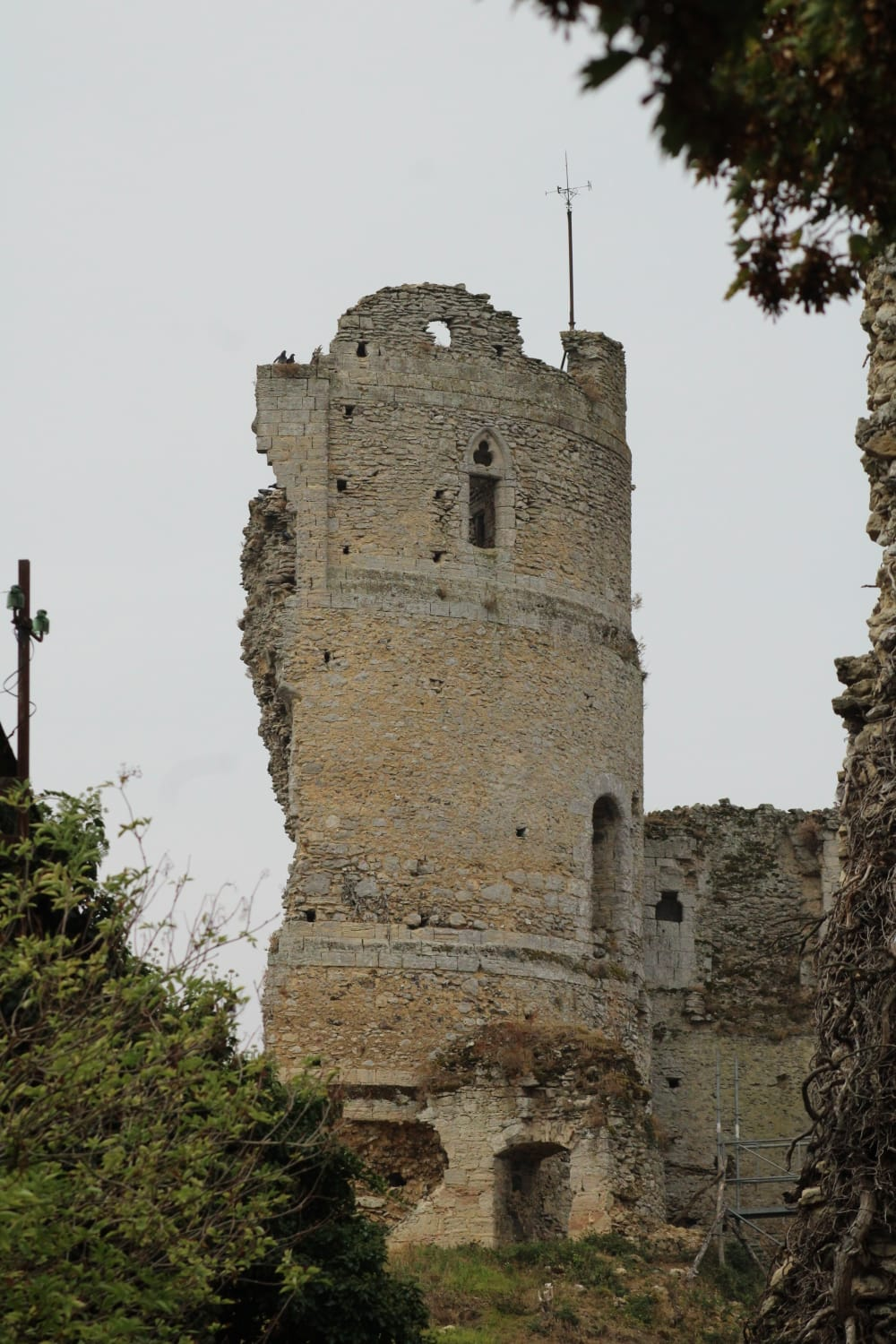
Châteauneuf-sur-Epte.

### Patrimoine naturel
Au même titre que la commune de Guerny, Château-sur-Epte est classée en zone naturelle d'intérêt écologique, faunistique et floristique (ZNIEFF) pour les marais de Guerny.
La vallée de l'Epte est un  Site classé (1982).

### Héraldique
| Armes de Château-sur-Epte | Ces armes peuvent se blasonner ainsi aujourd’hui : d'azur au chevron d'or cantonné de trois croisettes ancrées du même. |